# Антипаксос
Антипаксос (или Антипакси; на гръцки: Αντίπαξος) е гръцки остров в Йонийско море. Част от Йонийските острови.
Намира се на 3 km южно от Паксос. Площта му е 5 км². 
Населен. На острова постоянно пребивават 64 души през 2001 г. Антипакси е най-южния от групата епирски острови в йонийско море.